# Cleveland Caps
El Cleveland Caps fue un equipo de fútbol de los Estados Unidos que jugó en la USISL D-3 Pro League, la desaparecida tercera liga de fútbol en importancia en el país, que en su tiempo alcanzó una fama considerable.

## Historia
Fue fundado en el año 1996 en la ciudad de Cleveland, Ohio como un equipo de expansión de la USISL D-3 Pro League para la temporada 1997. En esa temporada terminaron en tercer lugar de su división, lo que les permitió jugar los playoffs por primera vez en su historia; en la cual fueron eliminados en la semifinal divisional por el Indiana Blast.
En la temporada de 1998 quedaron en la cuarta posición de la división con 10 victorias y ocho derrotas, pero por problemas financieros inevitables, el club desapareció al finalizar la temporada.

## Temporadas
| Año  | División | Liga                 | Temporada Regular  | Playoffs             | US Open Cup  | Asistencia Promedio |
| ---- | -------- | -------------------- | ------------------ | -------------------- | ------------ | ------------------- |
| 1997 | 3        | USISL D-3 Pro League | 3.º, North Central | Semifinal Divisional | No clasificó | 2,237               |
| 1998 | 3        | USISL D-3 Pro League | 4.º, North Central | No clasificó         | No clasificó |                     |